# Barta Sylvia
Barta Szilvia művésznév (Sylvia) (Ózd, 1970. január 26. –) magyar műsorvezető.

## Karrierje
Szüleivel hároméves korában Százhalombattára költözött. Budapesten járt gimnáziumba. Gyermekkorában, példaképe, Kudlik Júlia hatására híradós-bemondó szeretett volna lenni. Már húszéves korában megízlelte a televíziózás világát. Karrierjét a százhalombattai televíziónál kezdte, később a budapesti Nap TV-nél szerkesztő-riporterként dolgozott. 
Az áttörést a kereskedelmi csatornák indulása jelentette. Ő lett a TV2 első női időjárás-jelentője. A minél hitelesebb tájékoztatás érdekében meteorológusokhoz járt tanulni és beszédtechnika órákat is vett. 1999-ben szerepelt a TV2 Osztálytalálkozó című műsorában, a vetélytársa Bochkor Gábor volt. 2001-ben az RTL Klubhoz igazolt, ez év szeptemberétől vezette a Találkozások című magazinműsort, ahol kreativitását is kibontakoztathatta. Az RTL Klub őt bízta meg a Száz leggazdagabb magyar című ismeretterjesztő műsor vezetésével. 2004-ben egészségügyi okokból távozott a csatornától. 2013-ban aerobikedző és zumbainstruktor lett, egészséges és sérült fiatalokkal és felnőttekkel egyaránt foglalkozik. 2018-ban időjárás-jelentőként tért vissza a képernyőre.

## Magánélete
2002-ben kötött házasságot Kolossváry Ádámmal. 2004-ben elvetélt, ekkor adta fel televíziós karrierjét. Még ugyanabban az évben megszületett első gyermeke, Zsófia, majd 2006-ban Dorka.

### Egészsége
Gyermekei születése után jelentkezett nála autoimmun betegsége, az izületi gyulladás. Évekig tevékenykedett az Arthritis Alapítvány nagyköveteként.
2020 áprilisában jelentette be, hogy ő is megfertőződött az új típusú koronavírussal.